# L'uomo della provvidenza
L'uomo della provvidenza. Mussolini, ascesa e caduta di un mito è un saggio storico di Arrigo Petacco del 2004.
Il saggio tratta della storia politica di Benito Mussolini, ripercorrendola per intero e mettendo a frutto una ricerca approfondita in archivi pubblici e privati. L'autore traccia così un ritratto del Duce dalla sua gioventù, alla presa del potere, ai rapporti con la Germania nazista e con Winston Churchill, fino alle scelte rovinose che portarono l'Italia nella Seconda Guerra Mondiale.

## Edizioni
- Arrigo Petacco, L'uomo della provvidenza. Mussolini, ascesa e caduta di un mito, collana Le Scie, Mondadori, 2004,  p. 254, ISBN 88-04-53466-4.
- Arrigo Petacco, L'uomo della provvidenza. Mussolini, ascesa e caduta di un mito, collana Oscar Storia, Mondadori, 2006,  p. 254, ISBN 88-04-55393-6.